# 西川口駅

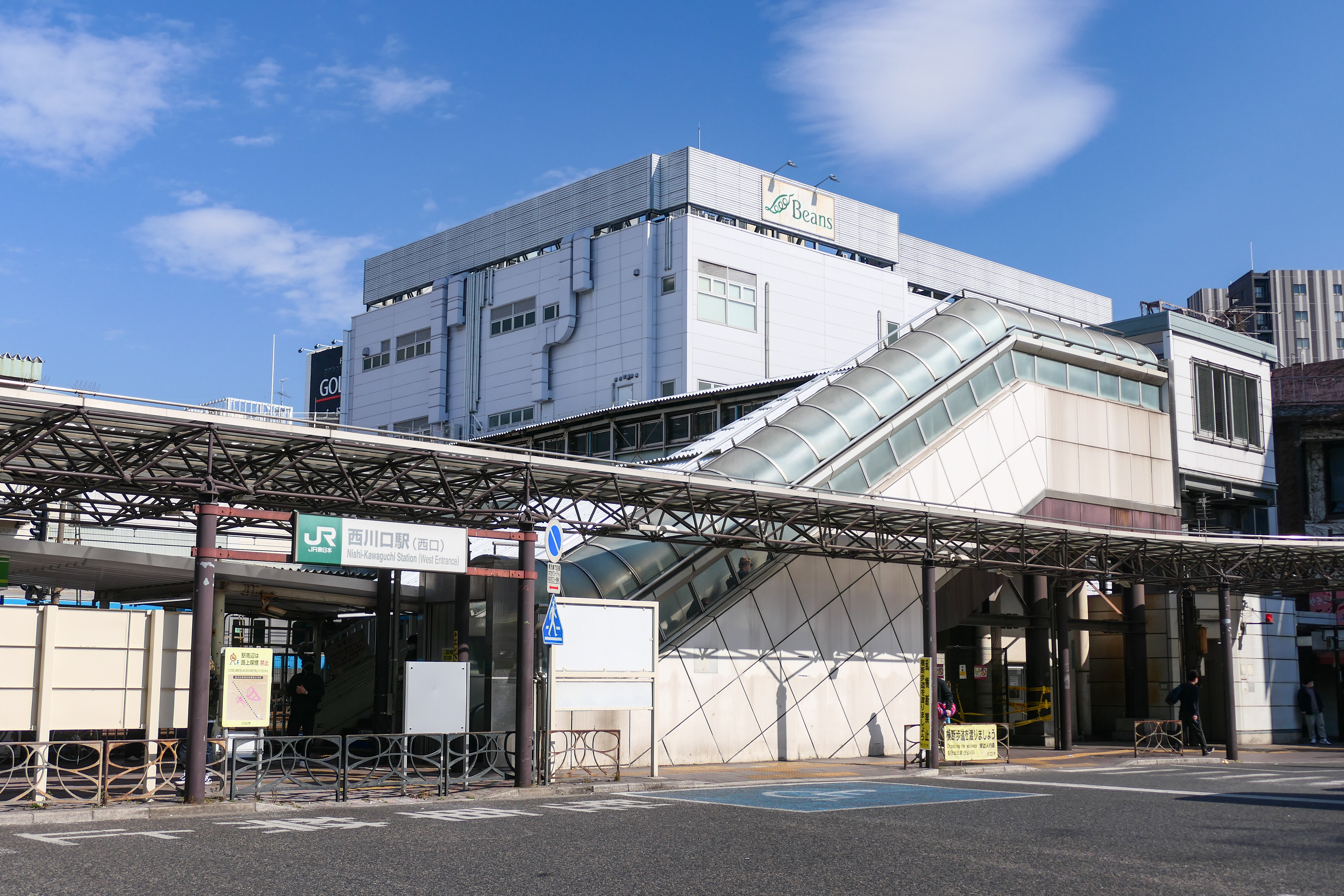
西口（2023年2月）

西川口駅（にしかわぐちえき）は、埼玉県川口市並木二丁目にある、東日本旅客鉄道（JR東日本）東北本線の駅である。駅番号はJK 40。

## 概要
乗り入れている路線は、線路名称上は東北本線であるが、当駅には電車線を走る京浜東北線電車のみが停車し、旅客案内では「東北（本）線」とは案内されていない。

## 歴史
- 1954年（昭和29年）9月1日：日本国有鉄道（国鉄）の駅として開業[2]。橋上駅舎としては国鉄最初である[3]。また設置にあたる費用は川口市,蕨町,戸田町で負担した[4]。
- 1987年（昭和62年）4月1日：国鉄分割民営化に伴い、東日本旅客鉄道（JR東日本）の駅となる[2]。
- 1992年（平成4年）6月29日：自動改札機を設置し、使用を開始する[5]。
- 2001年（平成13年）11月18日：ICカード「Suica」の利用が可能となる[6]。
- 2006年（平成18年）11月12日：未明、東口側駅舎改良工事をしていた全長約16mのクレーン車が転倒してクレーン車の運転手が負傷する事故発生。
- 2007年（平成19年）5月18日：東口側に駅ビル「ビーンズ西川口」が完成。
- 2017年（平成29年）6月1日：業務委託化[7]。
- 2019年（令和元年）7月20日：ホームドアの使用を開始[8]。
- 2021年（令和3年）1月8日：この日をもってみどりの窓口が営業を終了[9]。

## 駅構造
JR東日本ステーションサービスが駅管理を受託する川口駅管理の業務委託駅。島式ホーム1面2線を有する地上駅。橋上駅舎を備え、1階がホーム、2階がコンコースと自由通路になっている。指定席券売機と自動改札機が設置されている。東口側駅舎に5階建ての駅ビル「beans にしかわぐち」が併設されている。
近隣の川口駅や蕨駅よりも後から設置された駅であり、ホームの幅は狭い。そのため、バリアフリー工事では階段の幅を削ってエスカレーターを設置することができず、階段から離れた場所にエスカレーターを設置した。現在はエレベーターが設置されている。

### のりば
| 番線 | 路線       | 方向 | 行先                       |
| ---- | ---------- | ---- | -------------------------- |
| 1    | 京浜東北線 | 南行 | 上野・東京・横浜・磯子方面 |
| 2    | 京浜東北線 | 北行 | 浦和・大宮方面             |

（出典：JR東日本:駅構内図）
南側方面、川口駅との間に存在するオーバークロスは、東北貨物線からかつて存在した川口駅貨物ホーム及びサッポロビール埼玉工場への連絡線の跡である。1986年11月に川口駅貨物ホームは廃止され、南側は「キュポ・ラ」、北側は駐車場と保守基地となっている。現在もオーバークロスは保守基地と東北貨物線との連絡線として利用されている。サッポロビール埼玉工場は2003年に閉鎖、跡地は2006年に「リボンシティ」として再開発され、アリオ川口やマンションやが建設された。

### 発車メロディ
| 1 | JK | JRE-IKST007-02 |
| 2 | JK | JRE-IKST007-01 |

2013年11月10日から2014年1月10日まで「川口市民歌」を使用していた。2018年11月1日から11月30日までは、同年4月に川口市が中核市へ移行したPRのために1番線は「川口市民歌」、2番線は「元気川口・御成道サンバ」を使用していた。2018年12月2日から2025年5月26日日中まで1番線は「mellow Time」、2番線は「春」を使用していた。

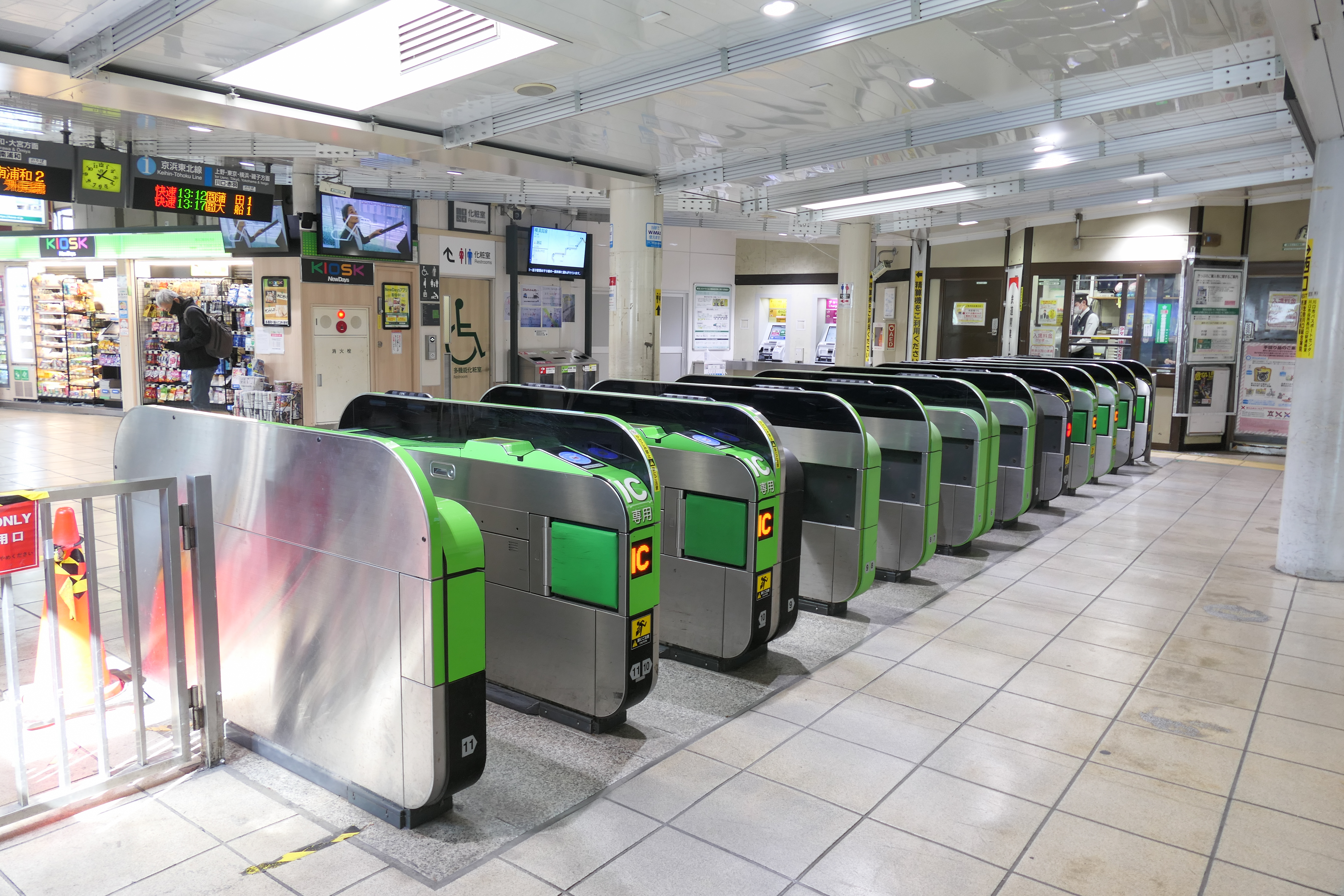
改札口（2023年2月）
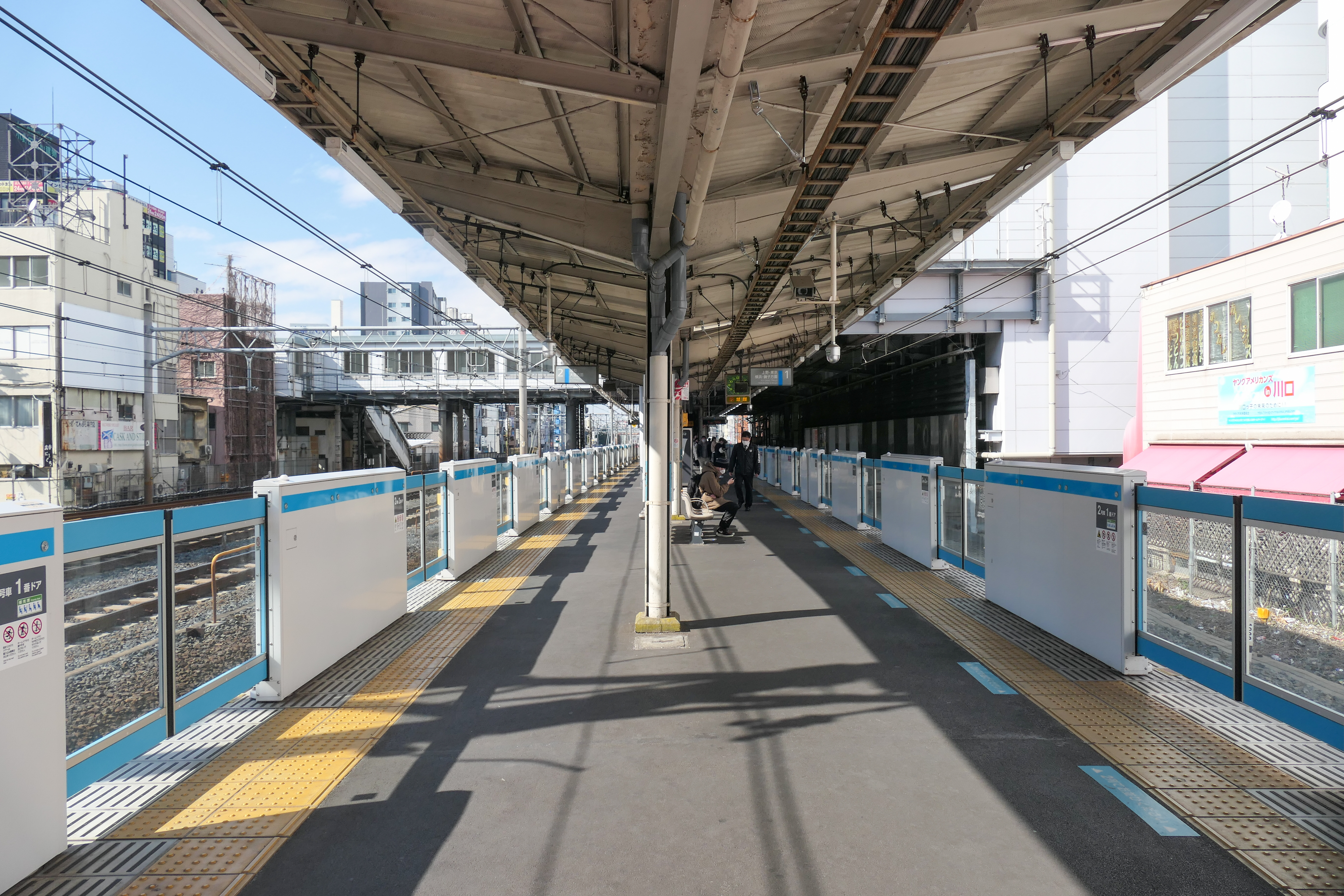
ホーム（2023年2月）

## 利用状況
2023年度（令和5年度）の1日平均乗車人員は52,921人である。JR東日本全体では南浦和駅に次いで第80位である。
1980年度（昭和55年度）以降の推移は下表のとおりである。年度全体の乗車人員を365（閏日が入る年度は366）で除して1日平均乗車人員を求めており、計算で生じた小数点以下の値は切り捨てているため、定期外と定期の和は必ずしも合計と一致しない。
| 年度               | 1日平均乗車人員 | 1日平均乗車人員 | 1日平均乗車人員 | 出典     |
| 年度               | 定期外          | 定期            | 合計            | 出典     |
| ------------------ | --------------- | --------------- | --------------- | -------- |
| 1980年（昭和55年） | 18,789          | 38,685          | 57,474          |          |
| 1981年（昭和56年） | 18,610          | 39,653          | 58,623          |          |
| 1982年（昭和57年） | 18,424          | 39,064          | 57,488          |          |
| 1983年（昭和58年） | 18,659          | 39,075          | 57,734          |          |
| 1984年（昭和59年） | 18,668          | 37,436          | 56,104          |          |
| 1985年（昭和60年） | 18,247          | 39,698          | 57,945          |          |
| 1986年（昭和61年） | 17,376          | 37,308          | 54,684          |          |
| 1987年（昭和62年） | 17,144          | 38,001          | 55,145          |          |
| 1988年（昭和63年） | 18,145          | 40,314          | 58,459          |          |
| 1989年（平成元年） | 18,747          | 41,499          | 60,246          |          |
| 1990年（平成02年） | 19,413          | 43,064          | 62,477          |          |
| 1991年（平成03年） | 19,940          | 43,609          | 63,549          |          |
| 1992年（平成04年） | 20,049          | 43,931          | 63,980          |          |
| 1993年（平成05年） | 19,884          | 42,978          | 62,862          |          |
| 1994年（平成06年） | 19,259          | 41,920          | 61,179          |          |
| 1995年（平成07年） | 18,905          | 41,134          | 60,039          |          |
| 1996年（平成08年） | 18,902          | 41,294          | 60,196          |          |
| 1997年（平成09年） | 18,659          | 40,393          | 59,051          |          |
| 1998年（平成10年） | 18,800          | 39,181          | 57,980          |          |
| 1999年（平成11年） | 18,943          | 38,385          | 57,328          | [ * 1 ]  |
| 2000年（平成12年） | 18,988          | 38,195          | 57,183          | [ * 2 ]  |
| 2001年（平成13年） | 18,451          | 35,460          | 53,910          | [ * 3 ]  |
| 2002年（平成14年） | 18,531          | 34,628          | 53,159          | [ * 4 ]  |
| 2003年（平成15年） | 18,784          | 34,122          | 52,905          | [ * 5 ]  |
| 2004年（平成16年） | 18,765          | 34,117          | 52,882          | [ * 6 ]  |
| 2005年（平成17年） | 17,831          | 33,412          | 51,243          | [ * 7 ]  |
| 2006年（平成18年） | 16,972          | 33,220          | 50,192          | [ * 8 ]  |
| 2007年（平成19年） | 16,976          | 33,470          | 50,447          | [ * 9 ]  |
| 2008年（平成20年） | 17,000          | 33,917          | 50,917          | [ * 10 ] |
| 2009年（平成21年） | 16,827          | 34,157          | 50,985          | [ * 11 ] |
| 2010年（平成22年） | 16,576          | 34,658          | 51,234          | [ * 12 ] |
| 2011年（平成23年） | 16,429          | 34,092          | 50,522          | [ * 13 ] |
| 2012年（平成24年） | 16,885          | 34,611          | 51,497          | [ * 14 ] |
| 2013年（平成25年） | 17,256          | 35,813          | 53,069          | [ * 15 ] |
| 2014年（平成26年） | 17,610          | 35,715          | 53,326          | [ * 16 ] |
| 2015年（平成27年） | 18,212          | 36,819          | 55,051          | [ * 17 ] |
| 2016年（平成28年） | 18,514          | 37,404          | 55,919          | [ * 18 ] |
| 2017年（平成29年） | 19,084          | 38,359          | 57,444          | [ * 19 ] |
| 2018年（平成30年） | 19,342          | 39,229          | 58,571          | [ * 20 ] |
| 2019年（令和元年） | 18,934          | 40,127          | 59,062          | [ * 21 ] |
| 2020年（令和02年） | 14,395          | 31,192          | 45,588          | [ * 22 ] |
| 2021年（令和03年） | 16,336          | 30,801          | 47,138          |          |
| 2022年（令和04年） | 18,362          | 32,084          | 50,446          |          |
| 2023年（令和05年） | 19,391          | 33,529          | 52,921          |          |

備考
1. ↑  1985年9月30日に埼京線が開業。
2. ↑  2001年3月28日に埼玉高速鉄道線が開業。

## 駅周辺

### 東口
東口駅前並木地区には西川口東口合格通り商店会がある。並木商店会の商店を中心に2009年5月より「アトム通貨」の運用をスタートした。

#### 官公庁
- 埼玉県警察川口警察署
- 埼玉県南部地域振興センター
- 埼玉県川口県税事務所
- 川口市産業文化会館 - 2018年度より施設統合で川口市生涯学習プラザ（上青木西1丁目）へ移転

#### 学校
- 川口市立高等学校
- 武南中学校・高等学校
- 埼玉県立川口工業高等学校
- 星槎国際高等学校川口学習センター
- 川口市立幸並中学校

#### 郵便局
- 川口並木郵便局
- 川口青木郵便局

#### 金融機関
- みずほ銀行西川口支店
- 埼玉りそな銀行西川口支店
- 武蔵野銀行西川口支店
- 青木信用金庫並木町支店

#### 商業
- アパホテル西川口駅東口
- 並木通り商店街
- 東武ストア西川口店
- ブックオフ西川口駅東口店
- コモディイイダ西川口店

#### 病院
- 今井病院
- 齋藤記念病院
- 益子病院
- 岡崎病院
- 寿康会病院
- 西川口病院
- 埼玉厚生病院
- 鳩ヶ谷中央病院
- はとがや病院

#### 公園・運動場
- 青木町公園総合運動場（青木町平和公園）

### 西口
駅西側（西川口）は歓楽街となっており、全盛期からは規模縮小したものの、性風俗店やガールズバーなどが集まる。2000年代から埼玉県警の取り締まり強化により性風俗店は数を減らしたが、その跡地に中国人が中華料理店を開業し、現在は「西川口チャイナタウン」を形成している。
また駅西側からは、蕨市・戸田市の一部地域も徒歩圏内にある。

#### 官公庁
- 西川口税務署
- 川口市役所西川口連絡室
- 川口市パスポートセンター
- 川口警察署西川口駅前交番
- 川口市南消防署横曽根分署

#### 学校
- 川口市立仲町中学校

#### 郵便局
- 川口仁志郵便局

#### 銀行
- 青木信用金庫西川口支店

#### 商業
- ドン・キホーテ西川口駅前店
- イトーヨーカドー西川口店
- 東横INN西川口駅

#### 病院
- 埼玉県済生会川口総合病院

#### 美術館
- 河鍋暁斎記念美術館

## バス路線
すべて国際興業バスによって運行されている。

### 東口発着
1・2番のりばは、東口駅前ロータリー内にある。3 - 5番のりばは、駅東口から徒歩2分程の並北通りにあり、駅東口より新オートレース通りを進み「西川口駅東口」交差点を右折するとのりばがある。これは東口ロータリーが狭いため、本数の少ない系統及び当駅始発の深夜バスは1・2番のりばを利用し、比較的本数の多い系統は3 - 5番のりばを利用しているためである。
西川100川口オートレース場無料送迎バスは、新オートレース通り沿い武蔵野銀行西川口支店前の専用のりばから乗車する。
1番のりば
- 西川01：鳩ヶ谷公団住宅 ※深夜バスのみ
- 西川06：新井宿駅 ※平日8・9時台発のみ運行
- 西川07：東浦和駅
- 西川07-2：伊刈消防署 ※平日夜間に2本運行
- 西川11：網代橋循環 ※平日6時 - 8時台、平日17時 - 21時台に運行

2番のりば
- 西川05：朝日5丁目循環
- 西川05-2：朝日5丁目

3番のりば
- 西川04：東川口駅南口
- 西川04-2：鳩ヶ谷車庫（赤山） ※毎日夜間に2本運行

4番のりば
- 西川01：鳩ヶ谷公団住宅 ※深夜バスを除く

5番のりば
- 西川08：上青木循環
- 西川09：鳩ヶ谷駅西口 ※平日朝・夜のみ運行
- 赤11：南浦和駅西口 ※深夜バス・降車専用[注釈 1]
- 深夜急行：東浦和駅 ※深夜バス・降車専用[注釈 1]

その他
- 西川100：川口オートレース場 ※レース開催日のみ

埼玉高速鉄道線が開業するまでは、旧鳩ヶ谷市や川口市北部の住民の最寄り駅であり、当駅まではバスでアクセスしていたため、国際興業バス屈指のドル箱路線であった。特に平日朝の時間帯は、西川01鳩ヶ谷公団住宅～天神橋～西川口駅東口線や、西川04もしくは西川04-2だけでは供給が足りず、西川02鳩ヶ谷ターミナル～西川口駅、西川03変電所～西川口駅線を運行し補充した。埼玉高速鉄道線の駅ができてからはややそちらに利用を変更した傾向がある。

### 西川口駅入口発着
西川口駅入口バス停は駅東口から徒歩7分程、新オートレース通りを進み｢西川口駅入口｣交差点を左折した場所、産業道路沿いの青木信用金庫並木町支店付近にある。川口市コミュニティバス「みんななかまバス」の路線が発着する。
- 川口02：鳩ヶ谷駅東口 / 川口駅西口 ※平日・土曜のみ運行（国際興業バスが運行）

### 西口発着
西口の全乗り場は西口ロータリー内にある。
1番のりば
- 西川62：北戸田駅
- 西川63：戸田公園駅西口

2番のりば
- 降車専用[注釈 2]

3番のりば
- 川51：川口駅西口

## 隣の駅
東日本旅客鉄道（JR東日本）
 京浜東北線
■快速・■各駅停車
蕨駅 (JK 41) - 西川口駅 (JK 40) - 川口駅 (JK 39)

### 記事本文